# Woodville (Alabama)
Woodville é uma cidade  localizada no estado americano de Alabama, no Condado de Jackson.

## Demografia
Segundo o censo americano de 2000, a sua população era de 761 habitantes.
Em 2006, foi estimada uma população de 758, um decréscimo de 3 (-0.4%).

## Geografia
De acordo com o United States Census Bureau, a localidade tem uma área de 17,3 km², sem área coberta por água.

## Localidades na vizinhança
O diagrama seguinte representa as localidades num raio de 24 km ao redor de Woodville.